# Мухаммед ібн аль-Арабійя
Мулай Мухаммед ібн Ісмаїл (араб. مولاي محمد بن إسماعيل; нар. 1694 — після 1738) — 7-й султан Марокко з династії Алауїтів в 1736—1738 роках. Повне ім'я Мулай Абу Абдаллах Сіді Мухаммед ібн Ісмаїл аль-Арабійя. Низка дослідників розглядає його як Мухаммеда II, не рахуючи першого з Алауїтів — Мухаммеда ібн Алі (або розглядаючи його як Шаріфа ібн Алі).

## Життєпис
Син султана Мулая Ісмаїла та Лалли Халіми аль-Суфанійї. Народився 1694 року в Мекнесі. Про молоді роки обмаль відомостей. 8 серпня 1736 року його зведеного брата Абдаллаха було повалено негритянською гвардією (абід аль-бухарі), якого звела на трон Мухаммеда. Разом з тим влада марокканських султанів все більше втрачається над пашаликом Тімбкуту. Саме місто у 1737 році на 4 місяці захопили туареги.
Втім значна влада опинилася у керівників абід аль-бухарі, що обіймали провідні посади у війську та при дворі, були намісниками ключових міст. Намагання султана усунути їх від влади призвели до його повалення 18 червня 1738 року. Новим султаном став його зведений брат Мулай аль-Мустаді. Втім мухаммед зміг врятуватися. Подальша його доля невідома.